# Clematis fawcettii
Clematis fawcettii là một loài thực vật có hoa trong họ Mao lương. Loài này được F.Muell. mô tả khoa học đầu tiên năm 1876.